# Gaspard-Théodore-Ignace de la Fontaine
Gaspard-Théodore-Ignace de la Fontaine (Ciutat de Luxemburg, 6 de gener de 1787 - Ciutat de Luxemburg, 11 de febrer de 1871) va ser un polític i jurista luxemburguès. Va liderar el moviment Orangist i va ser el primer primer ministre de Luxemburg, durant quatre mesos, des de l'1 d'agost de 1848 fins al 6 de desembre del mateix any.

## Biografia
De 1807 a 1810 va estudiar dret a París i en el mateix any es va instal·lar com un advocat a la ciutat de Luxemburg. Quan va esclatar la Revolució belga, va recolzar a Guillem I, i va ser nomenat membre de la comissió de govern que controlava la ciutat de Luxemburg.
De 1841 a 1848 va ser governador del Gran Ducat. L'1 d'agost 1848 es va convertir en el primer cap de Govern luxemburguès i també va ser responsable de les àrees d'Afers Exteriors, Justícia i Cultura. De la Fontaine va ser membre del consell de la ciutat de Luxemburg entre 1849 i 1851. El 1857 va ser nomenat primer president de l'acabat de crear Consell d'Estat, on va romandre durant 11 anys.
El seu tercer fill, Edmond de la Fontaine, més conegut pel seu pseudònim Dicks, es va convertir en poeta nacional, i un dels pares de la literatura luxemburguesa. Els seus altres dos fills eren el botànic Léon de la Fontaine i el zoòleg Alphonse de la Fontaine.

## Honors
- Cavaller de l'Orde del Lleó Neerlandès (20-11-1840)
- Gran Creu de l'Orde de la Corona de Roure (10-8-1849)
- Commanador de l'Orde de Leopold (8-7-1844)[3]